# Römerberggespräche

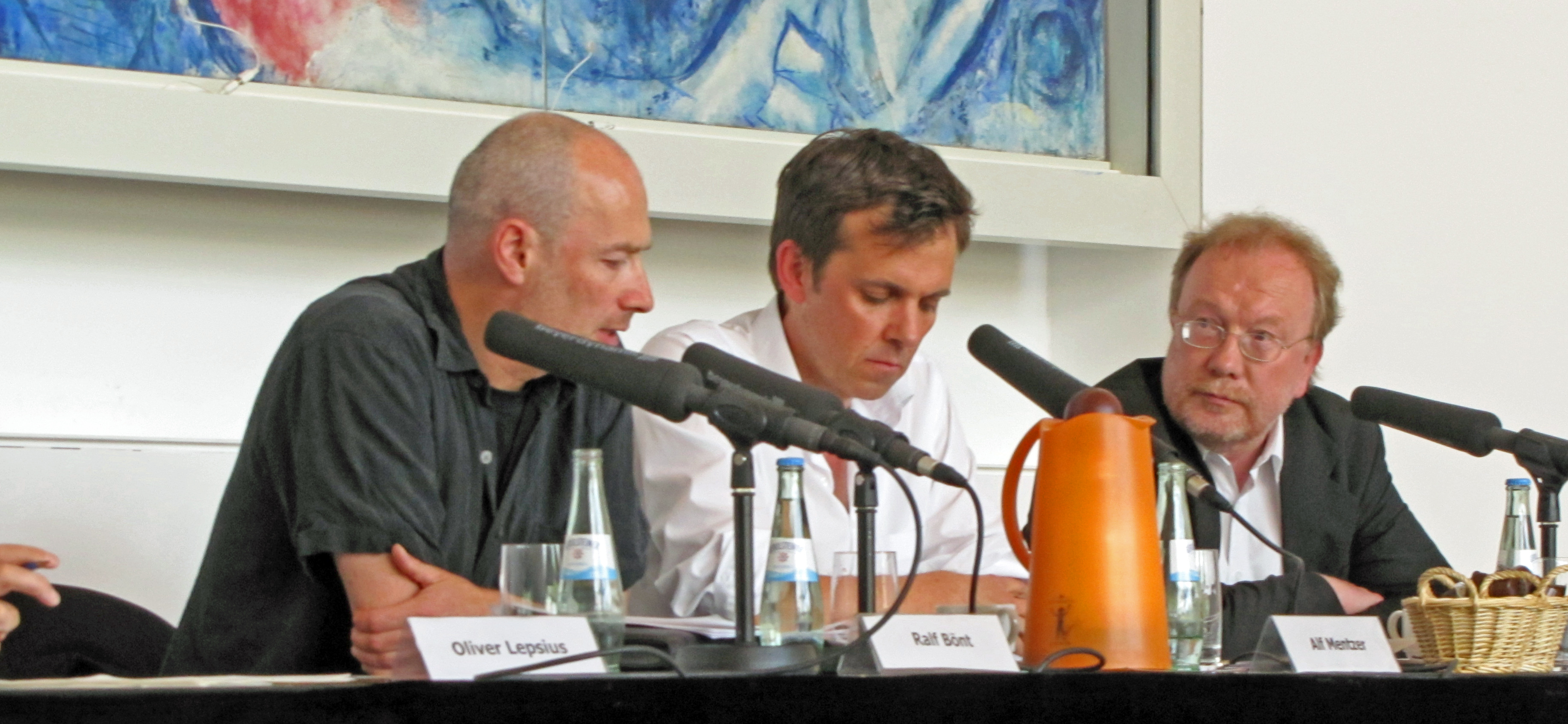
Römerberggespräche, am 7. Mai 2011 (Moderator Alf Mentzer zwischen Ralf Bönt und Wolfgang Bonß)

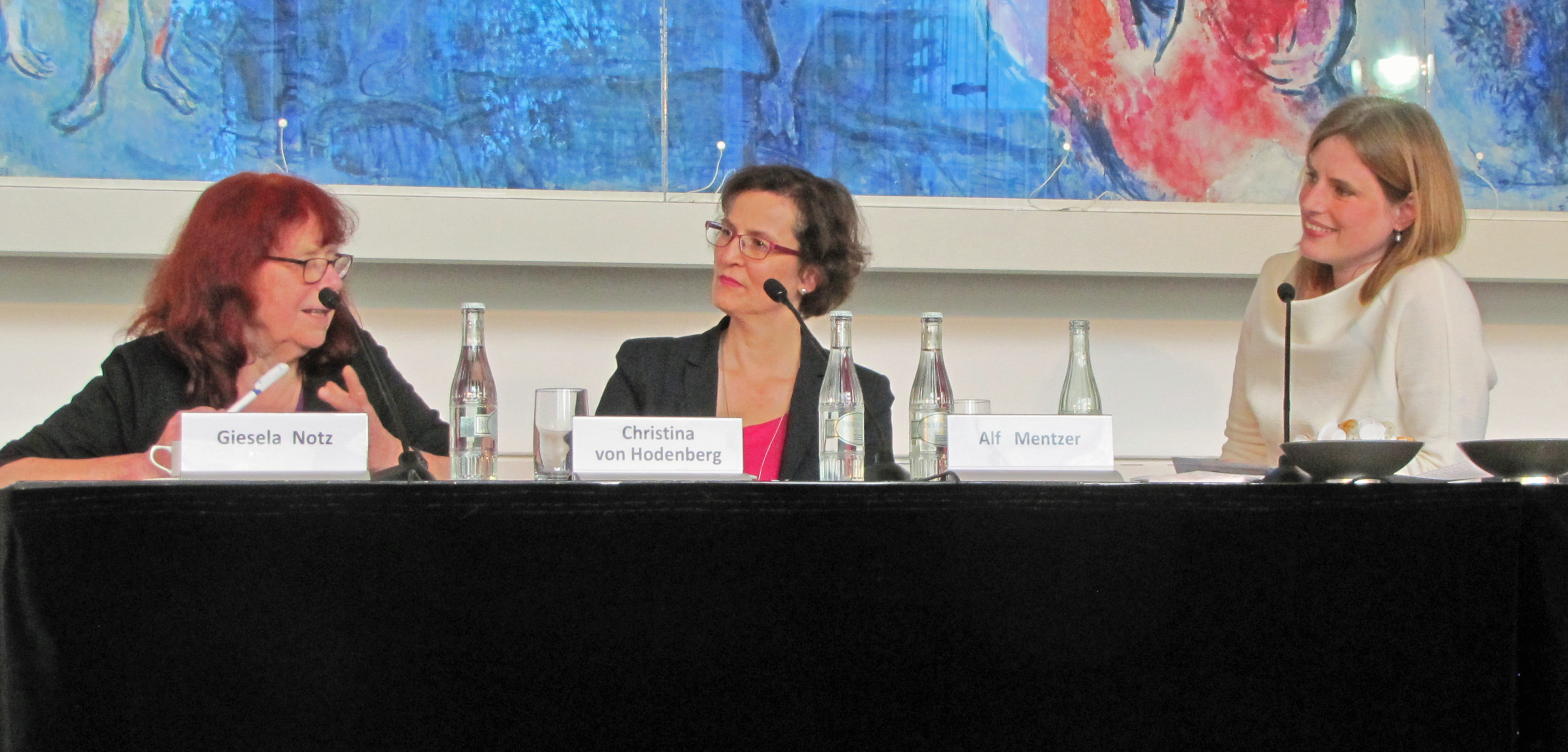
Gisela Notz, Christina von Hodenberg und Insa Wilke (Moderatorin) am 28. April 2018 auf dem Podium

Die Römerberggespräche sind eine Reihe von Podiumsdiskussionen, die seit 1973 in Frankfurt am Main ausgerichtet werden. Sie beschäftigen sich mit aktuellen gesellschaftlichen und kulturellen Fragen.

## Organisation
Die Römerberggespräche werden von einer Gruppe engagierter Bürger ehrenamtlich ausgerichtet. Der Eintritt ist frei.
Initiatoren der ersten Veranstaltungen waren Heinz Willi Wirth, Willi Reiß (IG-Metall-Vorsitzender, Mitglied im Magistrat der Stadt Frankfurt, später Stadtverordnetenvorsteher) und Maria Christiana Leven. Sie bildeten das ehrenamtliche Kuratorium, das die Veranstaltungen organisierte. Hilmar Hoffmann, der damalige Frankfurter Kulturdezernent, nahm den Vorschlag Wirths, „eine Gesprächsrunde … im aufgelockerten Rahmen als eine Art Symposium“ durchzuführen, um „brisante und aktuelle Fragen aus Kunst und Kultur“ zu erörtern, nach dem Vorbild der Darmstädter Gespräche, im September 1971 gleich sehr wohlwollend auf.
Die Reihe wurde über viele Jahre von Erhard Denninger gemeinsam mit Wilfried F. Schoeller moderiert. Ebenfalls zu den Veranstaltern zählten bisher unter anderem Iring Fetscher, Klaus Reichert, Helmut Ridder, Alexander U. Martens und Eva Demski.
Seit 2006 hat sich der informelle Kreis, der die Gespräche derzeit organisiert, in dem Verein Römerberggespräche e. V. zusammengeschlossen. Ebenfalls seit 2006 liegt die Moderation der Gespräche bei Alf Mentzer (leitender Redakteur für Literatur bei hr2-kultur).
Die Veranstaltungsreihe wird finanziell getragen von der Stadt Frankfurt am Main und vom Land Hessen. Außerdem wird sie von der Frankfurter Rundschau und von der Frankfurter Allgemeinen Zeitung publizistisch unterstützt.
Die Dauer der Tagungen war anfangs unterschiedlich: Überwiegend wurden zunächst mehrtägige Diskussionsveranstaltungen durchgeführt. Seit einiger Zeit werden aber nur noch eintägige Veranstaltungen organisiert, die jeweils im Frühjahr und im Herbst stattfinden.
Auch der Veranstaltungsort wurde über die Jahre mehrfach gewechselt. Ursprünglich fanden die Podien im Sitzungssaal der Frankfurter Stadtverordnetenversammlung im Rathaus, dem Römer, statt. Der Name der Gesprächsreihe ist von dem öffentlichen Platz vor dem Rathaus, dem Römerberg, hergeleitet, wo traditionell größere politische Versammlungen abgehalten werden. Während der 1990er Jahre wechselte man in die Paulskirche, wohingegen die Reihe seit der Jahrtausendwende im Chagallsaal des Schauspiels Frankfurt stattfindet.

## Themen und Teilnehmer

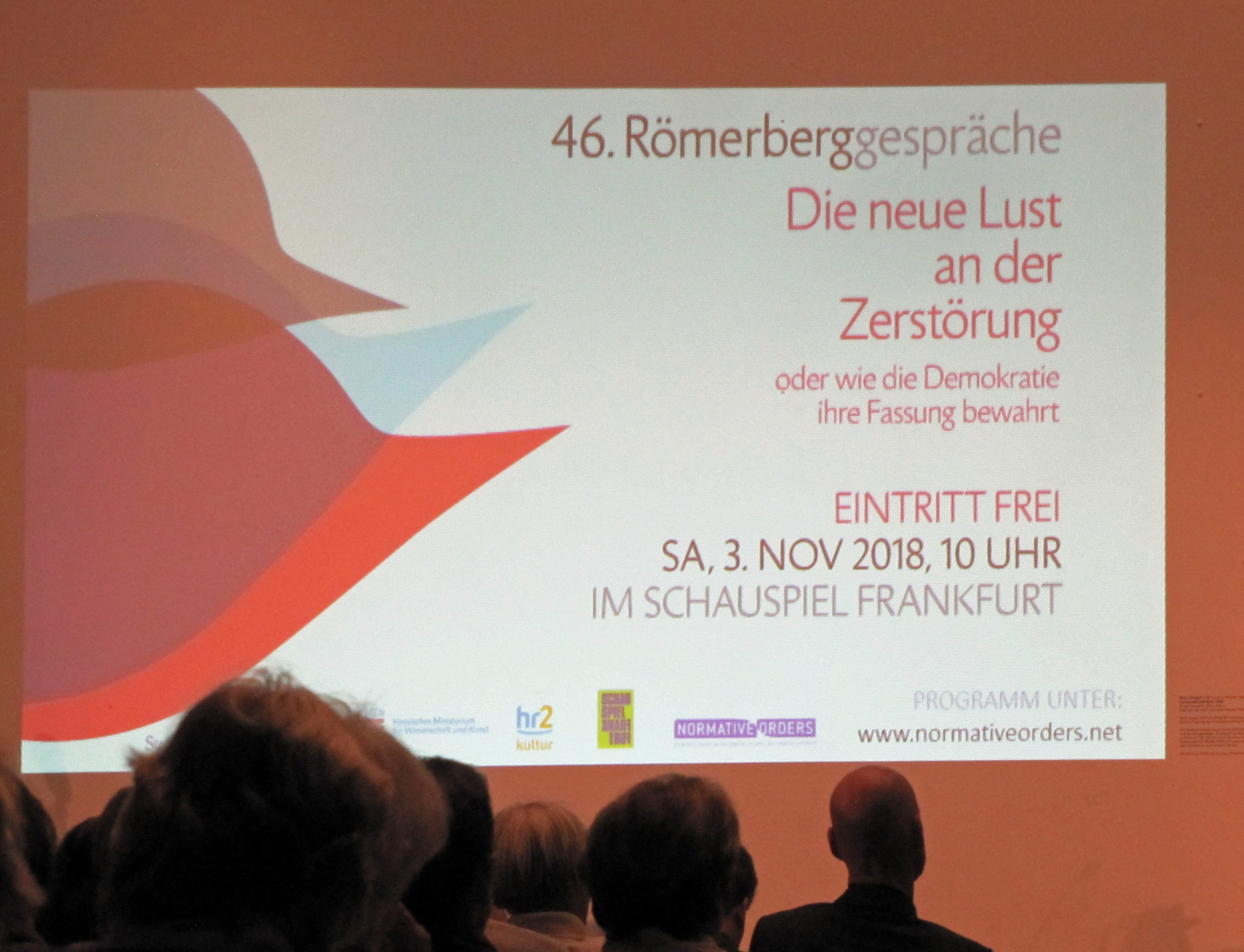
Thema am 3. November 2018

Die Veranstaltungen bestehen aus den Vorträgen der eingeladenen Referenten zum Thema und Podiumsdiskussionen unter Beteiligung des Publikums. Die einzelnen Vorträge mit Diskussionen finden etwa in stündlichem Takt statt und dauern inzwischen insgesamt, einschließlich der Mittagspause, sieben Stunden.
Die Römerberggespräche greifen aktuelle politische und kulturelle Probleme und Fragen auf. Teilnehmer sind Politiker und Künstler ebenso wie Wissenschaftler und Publizisten. Dementsprechend berühren die Diskussionen Punkte, die für die Entwicklung von Staat, Wirtschaft, Kultur und Zivilgesellschaft von großer Bedeutung sind. In der Anfangszeit war die Studentenbewegung um 1968 ein Thema, das in der Diskussion zu verarbeiten war. Mitte der 1980er Jahre nahm der sogenannte Historikerstreit seinen Anfang anhand eines Artikels, den der Historiker Ernst Nolte in der Frankfurter Allgemeinen Zeitung veröffentlichte, weil er ihn bei den Römerberggesprächen 1986 nicht als Rede habe vortragen können. In der Wendezeit um 1990 wurden Intellektuelle aus West- und Osteuropa zum Austausch eingeladen. Im Jahr 2001 reagierte man aktuell auf die Terroranschläge am 11. September 2001 in New York City. Europa war mehrfach Thema der Römerberggespräche (2019, 2014, 2003, 2002, 1997, 1992, 1990, 1988).

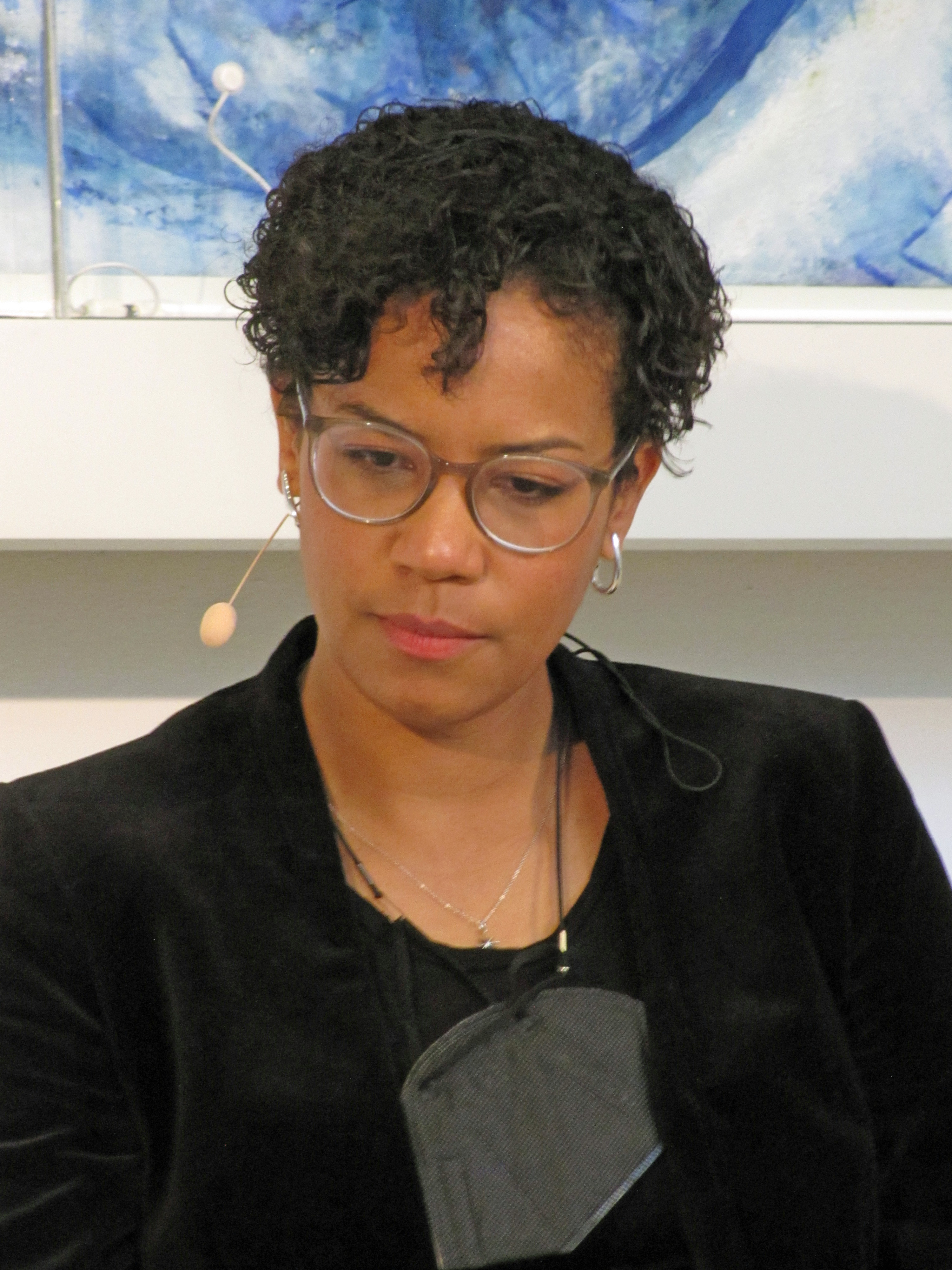
Hadija Haruna-Oelker (2022)
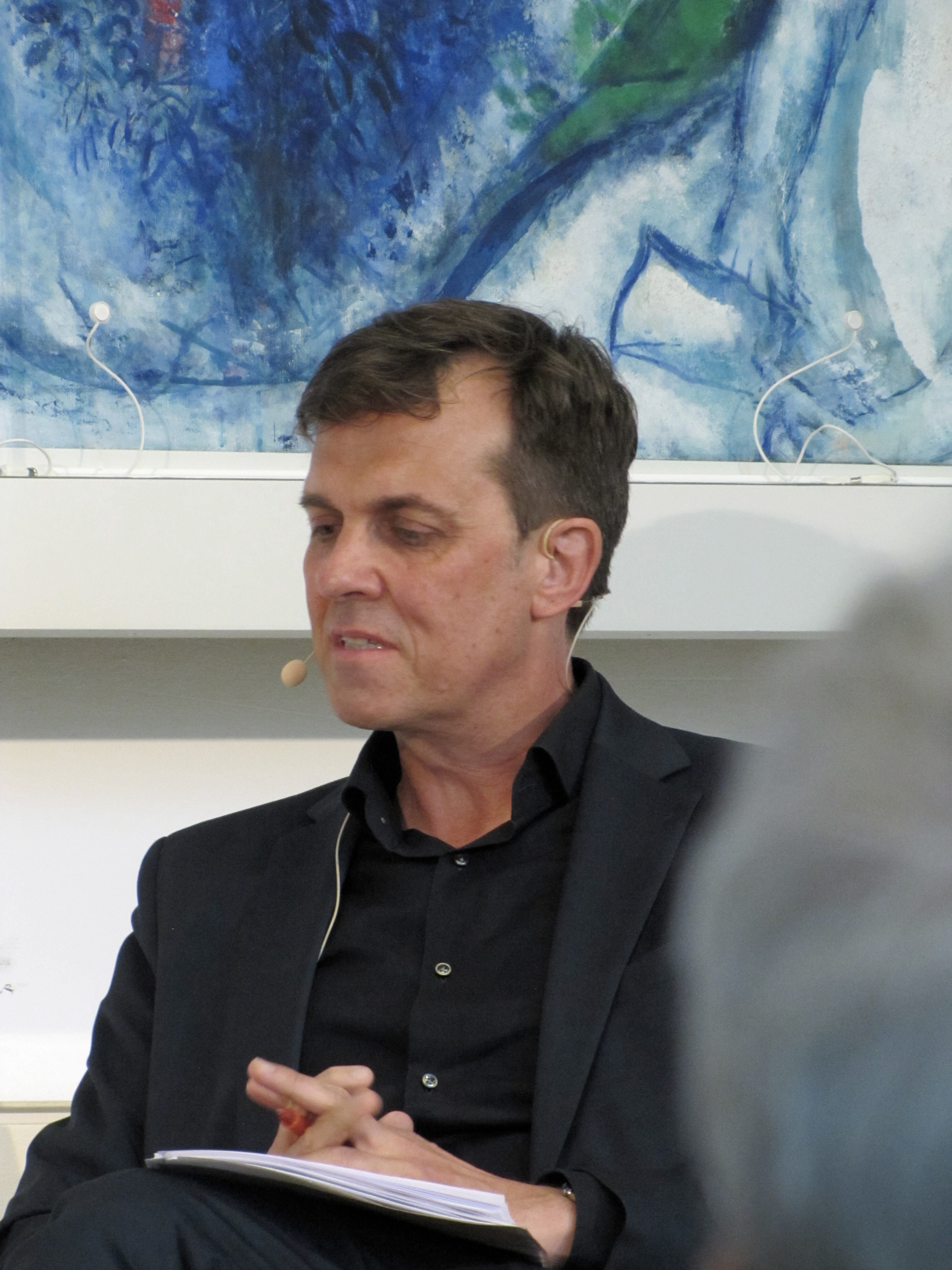
Alf Mentzer (2022)

Teilnehmer waren unter anderem Pierre Berteaux, Hans Magnus Enzensberger, Erich Fried, Jean Améry, Karl Krolow, Peter O. Chotjewitz, Oskar Negt, Ernst-Otto Czempiel, Erhard Eppler, Horst-Eberhard Richter, Walter Boehlich, Claus Leggewie, Ekkehart Krippendorff, Harald Welzer und Daniel Cohn-Bendit.
Im November 2018 fand die Veranstaltung erstmals in Kooperation mit dem Exzellenzcluster Normative Orders der Goethe-Universität Frankfurt am Main statt.
Am Samstag, dem 22. Mai 2021, wurde die Veranstaltung erstmals online aus dem Chagallsaal, von 10 bis 17 Uhr im interaktiven Livestream, (ohne Präsenzpublikum) übertragen. Vor Ort waren anwesend: neben Moderatorin Haruna-Oelker und Moderator Meltzer, die Teilnehmer Brussig, Frankenberg, Groebner, Stichweh und Günther, während alle anderen Teilnehmer, sowie Ministerin Dorn-Rancke und Dezernentin Hartwig, per Videostream jeweils zugeschaltet wurden.

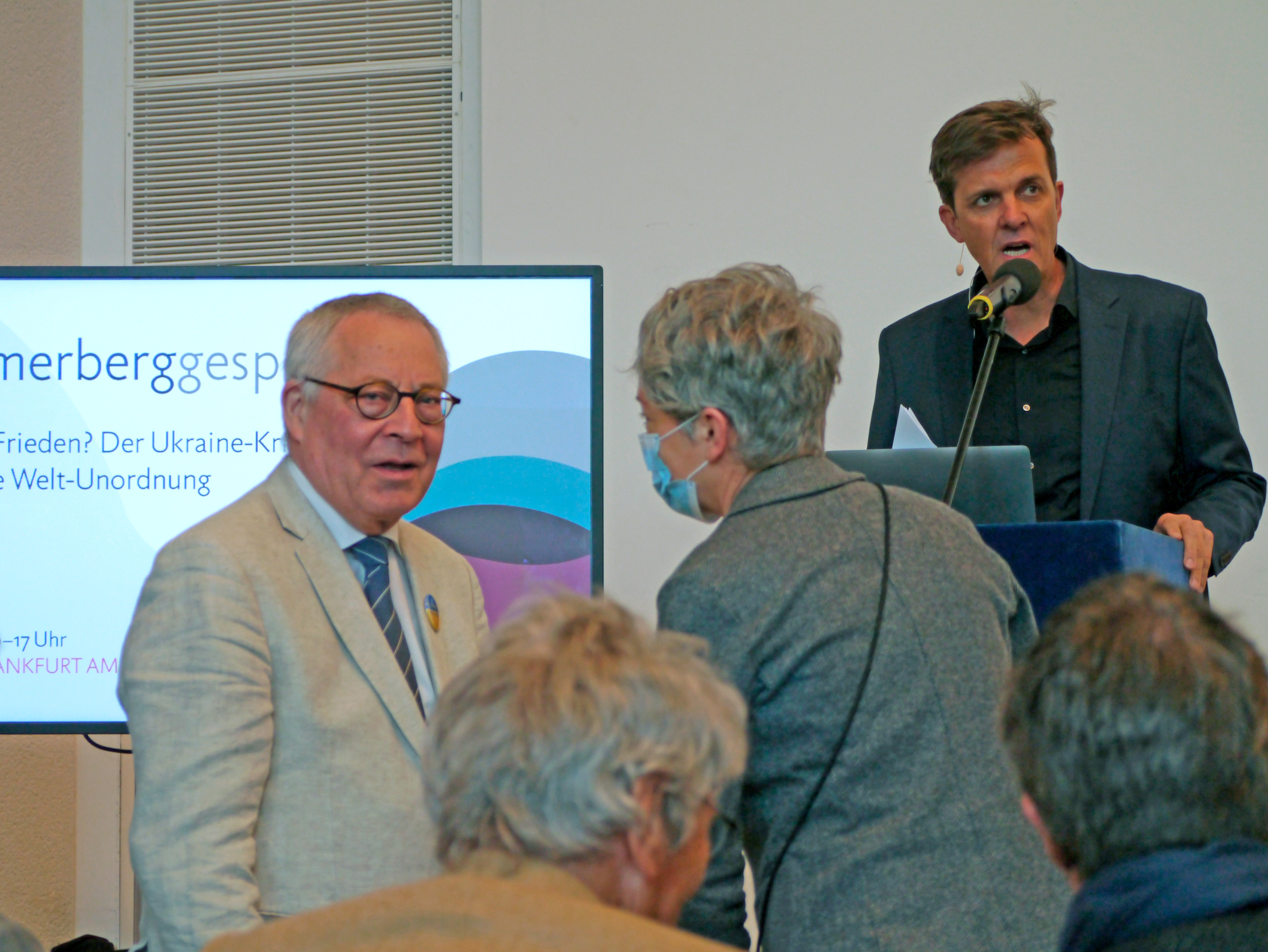
Karl Schlögel im Gespräch mit Ina Hartwig

Bei den 51. Römerberggesprächen, am 30. April 2022, fand die Veranstaltung unter einem neuen, gemischten Konzept statt. Es gab wiederum ein Stehpult für die Rednerinnen und Redner – wie sonst auch – aber auf dem Podium standen nur zwei Stühle für ein anschließendes Interview sowie Diskussion der Referentin oder des Referenten mit Hadija Haruna-Oelker oder Alf Mentzer und zweimal mit jeweils einem per Internet (auf zwei Bildschirmen) zugeschalteten dritten Teilnehmer (Jurko Prochasko, aus Lwiw (früher: Leibach) und Adam Tooze, aus New York). Die Grußworte von Angela Dorn, der Hessischen Staatsministerin, kamen ebenfalls über diese Bildschirme. Victor Jerofejew zog es vor seinen Beitrag auf einem der Stühle – statt am Pult – (auf Englisch) zu halten. Die Diskussionen mit den Besuchern entfielen diesmal ganz.

## Veranstaltungen
- 2025: 57. Das Ende des Westens - Wie geht es weiter?[9]. Moderation: Hadija Haruna-Oelker, Cécile Schortmann. Teilnehmer: Claus Leggewie, Annika Brockschmidt, Irina Scherbakowa, Sebastian Conrad, Katharina Nocun, Svenja Behrendt, Gunther Hellmann.

- 2024: 56. Wie hältst Du's mit der Migration. Einwanderung als Schicksalsfrage?. Moderation: Hadija Haruna-Oelker, Alf Mentzer.[10] Teilnehmer: Ulrich Herbert, Gina Wollinger, Thomas Hestermann, Manuela Bojadžijev, Aladin El-Mafaalani, Gilda Sahebi, Thomas Biebricher, Volker Heins.

- 2024: 55. Deutsche Erinnerungskultur nach dem 7. Oktober. Zwischen Staatsräson und universellem Recht. Moderation: Hadija Haruna-Oelker, Alf Mentzer.[11] Teilnehmer: David Dilmaghani, Dan Diner, Meron Mendel, Esther Schapira, Nazih Musharbash, Asal Dardan, Alena Jabarine und Hannah Peaceman sowie Kai Ambos.

- 2023: 54. Hört die Signale! Vom aufhaltsamen Aufstieg des Rechtsextremismus. Moderation: Hadija Haruna-Oelker, Alf Mentzer. Teilnehmer: Maximilian Steinbeis, Patrick Bahners, Hanna Pfeifer & Andreas Zick, Nadia Zaboura & Max Czollek, Michel Friedman, Stephan Anpalagan[12] 53. Keine Diskussion! Öffentlichkeit als Verbotszone. Moderation: Hadija Haruna-Oelker, Alf Mentzer. Teilnehmer: Adrian Daub, Sigrid G. Köhler, Wolfgang Ullrich, Uwe Volkmann, Julian Nida-Rümelin, Simone Dede Ayivi, Meron Mendel, Sophie Schönberger[13]

- 2022: 52. Ist es das wert? – Der Preis von Freiheit und Demokratie. Moderation: Hadija Haruna-Oelker, Alf Mentzer. Teilnehmer: Armin Nassehi, Marina Weisband, Martin Schulze Wessel, Ulrike Herrmann, Ramona Rischke, Matthias Quent, Teresa Koloma Beck,[14]
- 2022: 51. Nie wieder Frieden? – Der Ukraine-Krieg und die neue Weltunordnung. Moderation: Hadija Haruna-Oelker, Alf Mentzer. Teilnehmer: Karl Schlögel[15], Adam Tooze, Alice Bota, Charlotte Klonk, Viktor Jerofejew, Jurko Prochasko, Stefan Kadelbach,[16]
- 2021: 50. Sprache. Macht. Gerechtigkeit. – Wer darf wie reden ?[17][18][19] Moderation: Hadija Haruna-Oelker, Alf Mentzer. Teilnehmer: Paula-Irene Villa Braslavsky, Thomas Thiel, Martin Seel, Carolin Stix, Sasha Marianna Salzmann, Nele Pollatschek, Gudrun Perko, Henning Lobin, Aladin El-Mafaalani, Peter Graf von Kielmansegg. 49. Die Republik auf allen Viren. Wieviel Angst verträgt die Demokratie?[20][21][22] Moderation: Hadija Haruna-Oelker, Alf Mentzer. Teilnehmer: Ministerin Angela Dorn und Dezernentin Ina Hartwig, jeweils mit Grußworten, sowie Armin Nassehi, Thomas Brussig, Günter Frankenberg, Birgit Aschmann, Valentin Groebner, Romy Jaster, Rudolf Stichweh, Christiane Eichenberg, Nico Dragon, Klaus Günther mit eigenen Rede- und Diskussionsbeiträgen.

- 2020: INTERVENTION: Nur keine Angst! Zivile Unerschrockenheit in Zeiten von Hass und Hetze.[23] Moderation: Hadija Haruna-Oelker, Alf Mentzer. Diese für den 21. März geplante Veranstaltung wurde aufgrund der COVID-19-Pandemie abgesagt.[24] 48. Zwischen Wahnsinn und Methode – Vernunft in Zeiten von Pandemie und Populismus. (Veranstaltung entfallen)[25]

- 2019: 47. 30 Jahre nach dem Mauerfall – mehr Aufbruch wagen![26][27][28] Teilnehmer: Angela Dorn, Ivan Krastev, Gunther Hellmann, Thomas Biebricher[29], Steffen Mau[30], Patrice G. Poutrus[31], Manuela Bojadžijev[32], Jana Hensel, Stephan Lessenich. Moderation: Hadija Haruna-Oelker, Uwe Berndt, hr2-kultur.

- 2019: INTERVENTION: Last Exit nach dem Brexit. Ist Europa noch zu retten?[33][34][35] Teilnehmer: Ina Hartwig, Philip Manow[36], Christine Landfried[37], Andreas Rödder[38], Stefan Kadelbach, Ulrike Guérot[39], Mara-Daria Cojocaru und Daniel Röder.
- 2018: 46. Die neue Lust an der Zerstörung oder wie die Demokratie ihre Fassung bewahrt.[40][41][42] Teilnehmer: Nicole Deitelhoff[43], Thorsten Thiel[44], Ute Frevert[45], Christoph Möllers[46], Robert Habeck, Till van Rhoden, Anatol Stefanowitsch und Rainer Forst.[47] INTERVENTION: 1968–2018: What is left? Errungenschaften und Bürde eines politischen Aufbruchs[48][49], Teilnehmer: Armin Nassehi, Priska Daphi, Ulrich Herbert,[50] Wolfgang Kraushaar,[51] Christina von Hodenberg,[52] Gisela Notz, Martin Saar[53].
- 2017: 45. Was soll das Theater? Die Zukunft der Städtischen Bühnen.[54][55] Teilnehmer: Erika Fischer-Lichte, Peter Iden, Dirk Pilz, Peter Böhm, Ernst Ulrich Scheffler, Yvonne Büdenhölzer, Bernd Loebe, Anselm Weber, Necati Öziri. Moderation: Insa Wilke, Alf Mentzer; INTERVENTION: Die Ohnmacht der Aufklärung und der Erfolg des Autoritären.[56][57] Teilnehmer: Philipp Hübl, Artur Becker, Thea Dorn, Volker Weiß, Bernd Stegemann, Milo Rau, Jan-Werner Müller. Moderation: Alf Mentzer
- 2016: 44. Sehnsucht nach Grenzen – Identitätssuche in Zeiten des Populismus.[58] Teilnehmer: Eugenio Muñoz del Rio (Stadtrat), Martin Seel, Philipp Blom, Tatjana Hörnle, Marina Münkler, Katja Petrowskaja, Priya Basil, Bassam Tibi, Claus Leggewie. Moderation: Alf Mentzer; INTERVENTION: Zur Verteidigung der Republik – Was die Gesellschaft in Zukunft zusammenhält.[59][60] Teilnehmer: Felix Semmelroth, Udo Di Fabio, Philipp Ther, Robert Misik, Mely Kiyak, Martin Hellwig, Christoph Mäckler, Walter Siebel, Heinz Bude. Moderation: Alf Mentzer
- 2015: 43. Heilige Familie: Homoehe, Partnerliebe, Kinderkult.[61] Teilnehmer: Felix Semmelroth, Marietta Auer, Tina Soliman, Rosemarie Nave-Herz, Rotraut De Clerck, Ulf Erdmann Ziegler, Andreas Bernard, Ulrich Noss, Barbara Sichtermann. Moderation: Alf Mentzer; INTERVENTION: Der Islam – Partner oder Gegner unserer Zivilgesellschaft?[62][63] Teilnehmer: Friedrich Wilhelm Graf, Eren Güvercin, Johanna Pink, Gudrun Krämer, Khola Maryam Hübsch, Thomas Mücke, Samuel Schirmbeck, Lamya Kaddor. Moderation: Alf Mentzer
- 2014: 42. Doch wieder Krieg? Globale Bedrohungen und das Dilemma des Friedens.[64] Teilnehmer: Katajun Amirpur, Lothar Brock, Kerstin Holm, Jörn Leonhard, Rupert Neudeck, Norman Paech, Jan Plamper, Jurko Prochasko. Moderation: Alf Mentzer; INTERVENTION: Ausgrenzung und Eindämmung – Alte Ressentiments, neuer Nationalismus in Europa.[65] Teilnehmer: Klaus J. Bade, Aris Fioretos, Sabine Fröhlich, Reinhard Marx, Susanne Schröter, Yasemin Shooman. Moderation: Alf Mentzer
- 2013: 41. Wer hat Angst vor Uncle Sam? – Die transatlantische Entfremdung.[66] Teilnehmer: Elisabeth Bronfen, Dan Diner, Ulrich Haltern, Max Hollein, Dirk Kurbjuweit, Rüdiger Lentz, Jan-Werner Müller, Peter Schaar. Moderation: Alf Mentzer; INTERVENTION: Print stirbt – na und? Kulturwandel der Öffentlichkeit.[67] Teilnehmer: Tilman Allert, Wolfgang Donsbach, Ulrich Fichtner, Alexander Görlach, Valentin Groebner, Joachim Legatis, Moritz Müller-Wirth, Carolin Neumann, Helge Rossen-Stadtfeld. Moderation: Alf Mentzer
- 2012: 40. Innenansichten einer getriebenen Gesellschaft – Überfordert Euch! Teilnehmer: Ariane Brenssel, Kendra Briken, Ines Geipel, Patrick Kury, Kathrin Passig, Andreas Platthaus, Shi Ming, Ingo Schulze. Moderation: Alf Mentzer; INTERVENTION: Postdemokratie. Haben wir noch die Wahl?[68] Teilnehmer: Hamed Abdel-Samad, Franziska Augstein, Gábor Demszky, Karim El-Gawhary, Udo Di Fabio, Wolfgang Kraushaar, Paul Nolte, Martin Saar, Joseph Vogl. Moderation: Alf Mentzer
- 2011: 39. Gefällt mir nicht. Demokratie auf dem Prüfstand.[69] Teilnehmer: Heinz Bude, Erik Buhn, Nicole Deitelhoff, Wilhelm Heitmeyer, Paul Ingendaay, Eva Kimminich, Claus Leggewie, Werner Plumpe, Frank Rieger. Moderation: Alf Mentzer; INTERVENTION: Der Optimismus der Ingenieure. Wieviel Risiko ist verantwortbar?[70][71] Teilnehmer: Patrick Bahners, Ralf Bönt, Wolfgang Bonß, Daniel Cohn-Bendit, Petra Gehring, Manfred Hampe, Oliver Lepsius, Joachim Radkau, Klaus Vondung[72], Harald Welzer. Moderation: Alf Mentzer
- 2010: 38. Man nennt es: Kultur. Die Verarmung der Musen in Europa. Teilnehmer: Peter von Becker, Michael Herrmann, Elsemarie Maletzke, Martina Löw, Ulrich Rasche, Klaus Reichert, Thomas Röske, Karl Schlögel, Richard Swartz, Ulf Erdmann Ziegler. Moderation: Alf Mentzer; INTERVENTION: Bildung Bolognese – Wozu noch die Universität? Teilnehmer: Jürgen Kaube, Werner Müller-Esterl, Nelson Killius, Julian Nida-Rümelin, Ulrich Schöllwöck, Michael Schumacher, Nadia Sergan, Dieter Simon, Sascha Spoun. Moderation: Alf Mentzer
- 2009: 37. Die Krise des Überblicks – Prognosen, im Sturm der Ereignisse. Teilnehmer: Bernhard Emunds, Michael Hartmann, Martin Hellwig, Armin Nassehi, Lisa Nienhaus, Kathrin Röggla, Martin Seel, Harald Welzer. Moderation: Alf Mentzer; INTERVENTION: Theater der Politik – Die inszenierte Demokratie und ihre Rituale. Teilnehmer: Thomas Meyer, Martin Mosebach, Thomas Oberender, Barbara Stollberg-Rilinger, Wolfgang Ullrich. Moderation: Matthias Arning
- 2008: 36. Zurück zur Gewalt – Im Dschungel der Bilder.[73] Teilnehmer: Thomas Hauschild, Klaus Herding, Klaus Mathiak, Christian Pfeiffer, Andreas Rosenfelder, Ferdinand Sutterlüty. Moderation: Alf Mentzer; INTERVENTION: My Space – Unser Platz im Netz. Erkundungen einer anderen Öffentlichkeit. Teilnehmer: Dirk Darmstaedter, Dietmar Dath, Bernd Graff, Kurt Jansson, Vittorio E. Klostermann, Sascha Lobo, Kathrin Passig, Moderation: Alf Mentzer
- 2007: 35. Die Berliner Republik – Eine Betriebsbesichtigung.[74] Teilnehmer: Egon Bahr, Günter Bannas, Ernst-Wilhelm Händler, Ulrich Herbert, Jeffrey Herf, Rahel Jaeggi, Navid Kermani, Adam Krzeminski, Stephan Leibfried, Richard Meng, Stefan Niggemeier, Hans-Jürgen Urban, Sigrid Weigel. Moderation: Matthias Arning, Alf Mentzer; INTERVENTION: Abhören, Überwachen, Speichern. Über unsere Grundrechte und den erfaßten Bürger.[75] Teilnehmer: Hans-Liudger Dienel, Sabine Leutheusser-Schnarrenberger, Rupert von Plottnitz, Gero von Randow, Spiros Simitis, Miloš Vec. Moderation: Alf Mentzer
- 2006: 34. Die Geltung der Menschenrechte – Die alte Konfrontation oder ein neuer Dialog? Teilnehmer: Tono Eitel, Egon Flaig, Rainer Forst, Friedrich Wilhelm Graf, Necla Kelek, Ayyub Axel Köhler, Adolf Muschg; Stefan Oeter, Peter Schallenberg, Johano Strasser, Annette Weinke. Moderation: Harald Jung, Alf Mentzer; 33. Der Umbau der Städte – Aktuelle Kontroversen. Teilnehmer: Dieter Bartetzko, Gabriele Klein, Martina Löw, Wolfgang Pehnt, Walter Prigge, Christian Thomas, Christina Weiss. Moderation: Heinrich Wefing
- 2005: 32. Was wollen wir vom Staat? Teilnehmer: Wolfgang Engler, Michael R. Krätke, Bascha Mika, Heribert Prantl. Moderation: Gert Heidenreich
- 2004: 31. Die Sache mit der Bildung – Versuche über Lernen und Leben[76] Teilnehmer: Anna Katharina Braun, Rafael Capurro, Jürgen Mittelstraß, Ivan Nagel, Manfred Osten, Enja Riegel. Moderation: Jürgen Kaube; INTERVENTION: Die Angst in der B-Ebene oder Wirkungen des Terrorismus. Über Bedrohung, Fanatismus, Sicherheit und Schutzbedürfnis. Teilnehmer: Carolin Emcke, Michael Lüders, Michael Marx, Uwe Wesel. Moderation: Franziska Augstein
- 2003: 30. In Liebe, Europa. Über die Macht der Gefühle. Teilnehmer: Bożena Chołuj, Ulrike Draesner, Miklós Hadas, Berthold Hinz, Hans G. Kippenberg, Friedrich Kittler, Gidon Kremer, Agnès Michaux, Shi Ming, Herfried Münkler, Péter Nádas, Klaus Reichert, Peter Weibel. Moderation: Matthias Arning, Michael Jeismann
- 2002: 29. Osteuropas West-Erweiterung. Teilnehmer: Endre Bojtár, Alĕs Debeljak, Mircea Dinescu, Ivailo Ditchev, István Eörsi, Georgi Gospodinov, Jewgeni Grischkowez, Jíři Gruša, Tomáš Kafka, Christine Landfried, Igor Lasić, Herfried Münkler, Karl Schlögel, Bashkim Shehu, Olga Tokarczuk, Galsan Tschinag. Moderation: Matthias Arning, Michael Jeismann
- 2001: 28. Gewalt, Terror, Krieg? Eine Debatte über den Extremismus der Gefühle. Teilnehmer: Daniel Cohn-Bendit, Ernst-Otto Czempiel, Dan Diner, Assia Djebar, Peter Gorsen, Arno Gruen, Bruce Hoffmann, Harald Müller, Peter Scholl-Latour, Udo Steinbach, Wolfgang Sofsky, Bassam Tibi. Moderation: Erhard Denninger, Wilfried F. Schoeller
- 2000: 27. Denk ich an Deutschland. Teilnehmer: Nicholas Boyle, Luciana Castellina, György Dalos, Klaus von Dohnanyi, Joachim Gauck, Anne-Marie Le Gloannec, Pascale Hugues, Jewgenij Jewtuschenko, Jürgen Kocka, Salomon Korn, Peter Merseburger, Adam Michnik, Hans Mommsen, Herta Müller, Oskar Negt, Rachel Salamander, Karl Schlögel, Hagen Schulze, Richard Swartz, Hans-Ulrich Wehler. Moderation: Erhard Denninger, Wilfried F. Schoeller
- 1999: 26. Erinnerte Zukunft. Was nehmen wir mit ins nächste Jahrtausend? Teilnehmer: Eduard Beaucamp, Ernst Otto Czempiel, Arthur Fischer, Peter Gorsen, Daniil Granin, Mikael Hård, Agnes Heller, Stéphane Hessel, Roland Koch, Jürgen Kocka, Ekkehart Krippendorff, Vittorio Magnago Lampugnani, Olga Mannheimer, Claus Noé, Jan Philipp Reemtsma, Petra Roth, Rüdiger Safranski, Thomas Sieverts, Antje Vollmer, Hans Zender. Moderation: Helmut Böhme und Wilfried E. Schoeller
- 1998: 25. Ende des Staates – Anfang der Bürgergesellschaft? Die Zukunft der sozialen Demokratie. Teilnehmer: Ulrich Beck, Hauke Brunkhorst, Daniel Cohn-Bendit, Efim Etkind, Jacques-Pierre Gougeon, Wilhelm Hankel, Michael Krätke, Sabine Leutheusser-Schnarrenberger, Birgit Mahnkopf, Wolfgang Mommsen, Oskar Negt, Roderich Reifenrath, Erwin K. Scheuch, Richard Sennett, Andrzej Szczypiorski, Rüdiger Altmann, Christoph Clermont, Johannes Goebel, Dieter Grimm, Anetta Kahane, Pierre Léy, Andrea Maihofer, Cem Özdemir, Torsten Rhau, Jürgen Seifert, Ilse Staff, Rouzbeh Taheri, Ulrich Willems. Moderation: Erhard Denninger, Ulrich Wickert
- 1997: 24. Europa – Kontinent im Abseits. Teilnehmer: Norman Birnbaum, Wolfgang Frühwald, Thomas Heberer, Georg G. Iggers, Leonid Ionin, Reimut Jochimsen, Wolfgang Mommsen, Herfried Münkler, Friedrich Niewöhner, Bassam Tibi, Volker Stanzel. Moderation: Helmut Böhme, Wilfried F. Schoeller
- 1996: 23. Hunde, wollt Ihr ewig leben? Der Zugriff der Biologen. Teilnehmer: Kurt Bayertz, Wolfgang van den Daele, Hans Günter Gassen, Peter Hammerstein, Regine Kollek, Dietmar Mieth, Norbert Miller, Gerhard Roth, Wolf Singer. Moderation: Erhard Denninger, Wilfried F. Schoeller
- 1995: 22. Kommt eine neue Kultur? Auf der Suche nach Wirklichkeit im Medienzeitalter. Teilnehmer: Ben Bachmair, Christina von Braun, Gerhard Fischer, Herbert Kubicek, Hermann Lübbe, Jürgen Mittelstraß, Adolf Muschg, Helga Nowotny, Alexander Roßnagel, Saskia Sassen, Stefan Breuer, Jürgen Finger, Luc Jochimsen, Michael Klein, Detlef Bernhard Linke, Thomas Schuster. Moderation: Erhard Denninger, Wilfried F. Schoeller
- 1994: 21. Anderssein, ein Menschenrecht. Über die Vereinbarkeit universaler Normen mit kultureller und ethnischer Vielfalt. Teilnehmer: Karl Otto Apel, Lothar Brock, Christine Hohmann-Dennhardt, Dan Diner, Heiner Geißler, Ute Gerhard, Zafer Senocak, Bassam Tibi, Jan-Jürgen Vogeler, Franco Biondi, Micha Brumlik, Daniel Cohn-Bendit, Helmut Dubiel, Marianne Gruber, Luc Jochimsen, Cherifa Magdi, Beat Rössler, Valentin Senger. Moderation: Helmut Böhme, Wilfried F. Schoeller
- 1993: 20. Arbeit ohne Sinn? – Sinn ohne Arbeit? Teilnehmer: Ulf Fink, Jürgen Heinichen, Friedhelm Hengsbach, Peter Koslowski, Frank Niethammer, Bert Rürup, Wolfgang Thierse, Ernst Ulrich von Weizsäcker, Bernhard Wilpert, Thomas Ziehe, Franko Biondi, Christina von Braun, Warnfried Dettling, Alexander Gauland, Gerd Iben, Thomas Schmid, Mark Siemons, Annette Winkler. Moderation: Erhard Denninger, Wilfried F. Schoeller
- 1992: 19. Das verunsicherte Europa. Teilnehmer: Hermann Beland, Ernst Wolfgang Böckenförde, Eric Hobsbawm, György Konrád, Robert Kurz, Claus Leggewie, Giwi Margwelaschwili, Meinhard Miegel, Jens Reich, Richard Sennett, Daniel Vernet, Walter Christoph Zimmerli. Moderation: Erhard Denninger, Wilfried F. Schoeller
- 1991: 18. Achilles und die Schildkröte. Die Sache mit der Zeit. Teilnehmer: Lothar Baier, Eva Demski, Carl Djerassi, Johan Galtung, Marianne Gruber, Agnes Heller, Günter Kunert, José Lutzenberger, Giacomo Marramo, Monika Griefahn, Johann Baptist Metz, Christiane Müller-Wichmann, Helga Nowotny, Paul Parin, Heinz-Otto Peitgen, Bassam Tibi, Peter-Paul Zahl. Moderation: Erhard Denninger, Wilfried F. Schoeller
- 1990: 17. Der Umbau Europas. Teilnehmer: Tadao Araki, Klaus Bednarz, Willy Brandt, Gordon Craig, Eva Demski, Heinz Dürr, Iring Fetscher, Hans-Dietrich Genscher, Bronislaw Geremek, Anne Marie Le Glonnec, Sigrid Hunke, Gyula Horn, Franc Horvat, Jaako Iloniemi, Helga Königsdorf, Claudio Magris, Otto Pöhl, H, Maximow Primakow, Günther Rühle, Fritz Schenk, Jorge Semprún, Tilman Spengler, Daniel Vernet, George Tabori, Francesco Tato, Izabella CyWinska. Moderation: Erhard Denninger, Wilfried F. Schoeller
- 1989: 16. Ethik von morgen? Teilnehmer: Klaus Bednarz, Karin Benz-Overhage, Rudolf Burger, Hertha Däubler-Gmelin, F. C. Delius, Eva Demski, Hans-Peter Dürr, Ursula Engelen-Kefer, Constanze Eisenbart, Heiner Geißler, Ute Gerhardt-Teuscher, Detlef Hensche, Stefan Heym, Walter Hollstein, Wolfgang Huber, Andrei Markovits, Otto Schily, Ilse Staff, Ernst Tugendhat, Rudolf Wiethölter, Thomas Ziehe. Moderation: Erhard Denninger, Wilfried F. Schoeller
- 1988: 15. Hat das geistige Europa abgedankt? Teilnehmer: Kurt Biedenkopf, Gordon Craig, Milan Dragovic, Freimut Duve, Luigi Vittorio Graf Ferraris, Klaus Harpprecht, György Konrad, Jacques Leenhardt, Hans Lenk, Adolf Muschg, Bode Oranyin, Nikolai Portugalow, Araki Tadao, Seyla Benhabib, Winfried Böll, Silvia Bovenschen, György Dalos, Dan Diner, Ralph Giordano, Marianne Gruber, Dagobert Lindlau, Angelika Mechtel, Harry Mulisch, Ernst Schwarz, André Weckmann. Moderation: Erhard Denninger, Wilfried F. Schoeller
- 1987: 14. Jugendwahn und Altersangst: Einsamkeit mit Unterbrechung – Ausgegrenzt – Eingespannt – Ausgegrenzt[77] Teilnehmer: Christina von Braun, Stanley Diamond, Matthias Döpfner, Iring Fetscher, Erich Fried, Erika Fririch, Anke Fuchs, Marianna Gruber, Wolfgang Harder, Ernest Jouhy, Renate Köcher, Marianne Langen, Ursula Lehr, Gerhard Mauz, Manfred Meier-Preschany, Armand Mergen, Harald Naumann, Paul Parin, Leopold Rosenmayr, Rita Süssmuth, Georg Stefan Troller, Esther Weikel-Poller Moderation: Erhard Denninger, Wilfried F. Schoeller
- 1986: 13. Politische Kultur – heute? Teilnehmer: Walter Boehlich, Martin Broszat, Eva Demski, Ingeborg Drewitz, Stefan Heym, Hans Heinz Holz, Gerd-Klaus Kaltenbrunner, Hans Mommsen, Wolfgang Mommsen, Jorge Semprún, Michael Stürmer, George Tabori, Dieter Bartetzko, Hans Christoph Buch, Rudolf Burger, Helga Dierichs, Joschka Fischer, Lothar Gall, Marita Haibach, Erika Runge, Michael Schneider, Barbara Sichtermann, Spiros Simitis. Moderation: Hansjürgen Rosenbauer, Wilfried F. Schoeller
- 1985: 12. Mäzen und Muse – Wer hält wen aus? Teilnehmer: Karla Fohrbeck, Barbara Frischmuth, Hans-Werner Henze, Michael Gielen, Guy Kirsch, Bernhard Freiherr von Loeffelholz, Herbert Moritz, Klaus Staeck, Bernhard Vogel, Stephan Waetzold, Barthold C. Witte Moderation: Eva Demski, Alexander U. Martens
- 1984: 11. Sprache der Macht – Macht der Sprache. Teilnehmer: Rudolf Burger, Heiner Geißler, Peter Glotz, Bernhard Großfeld, Bruno Liebrucks, Irmtraud Morgner, Heiner Müller, Henri Nannen, Oskar Negt, Karin Reschke, Hans-Gerd Schumann, Jorge Semprún, Wolfgang Bergsdorf, Hans Christoph Buch, Hilde Domin, Dieter Kühn, Annelies Obenauer, Fritz Pasierbsky, Senta Trömmel-Plötz, Barbara Sichtermann, Wilhelm von Sternburg, Ingeborg Wurster, Henrich von Nußbaum. Moderation: Horst Bingel, Erhard Denninger
- 1983: 10. Kultur-Zerstörung.[78] Teilnehmer: Jurek Becker, Horst Bingel, Walter Boehlich, Rudolf Burger, Roshan Dhunjibhoy, Erich Fried, Ludwig von Friedeburg, Hildegard Hamm-Brücher, Hansgünther Heyme, Eric J. Hobsbawn, Gertrud Höhler, Ivan Illich, Ivan Ivanji, Dieter Kramer, Ursula Krechel, Melvin Lasky, Fritz J. Raddatz, Joseph Rovan, Alfred Schmidt, Hans Peter Thurn MODERATION: Eva Demski, Erhard Denninger
- 1982: 9. Diskriminierung. Teilnehmer: Rudolf Augstein, Peter Bichsel, Roshan Dhunjibhoy, Ingeborg Drewitz, Irenäus Eibl-Eibesfeldt, Sybille Engel, Iring Fetscher, Hans-Jürgen Hellwig, Karl Hillermeier, Hilmar Hoffmann, Urs Jaeggi, Eugen Kogon, Klaus Lüderssen, Kurt Luscher, Trudy Michels, Helga Schuchardt, Werner Vitt, Helga Wex, Rosi Wolf-Almannasreh Moderation: Eva Demski, Erhard Denninger
- 1981: 8. Innerlichkeit – Flucht oder Rettung? Teilnehmer: Jerzy Bossack, Adolf Dresen, Ivo Frenzel, Peter Glotz, Lars Gustafsson, Alfred Hrdlicka, Hans Maier Armand Mergen, J. Baptist Metz, Adolf Muschg, Marcel Reich-Ranicki, Horst Eberhard Richter, Klaus Schlesinger, Reinhard Slenczka, Dieter Stoodt, Michael Theunissen, Ernst Wendt, Ingeborg Drewitz, Robert Leicht, Hans Joachim Nimitz, Rudolf Pesch, Rosa von Praunheim, Wieland Schmied, B. K. Tragelehn, Martin Walser Moderation: Erhard Denninger, Iring Fetscher, Alexander U. Martens
- 1980: 7. Die Bundesrepublik Deutschland – Republik ohne Bürger? Teilnehmer: Franz Alt, Rüdiger Altmann, M. C. Brands, Theodor Ebert, Erich Fried, Peter Glotz, Alfred Grosser, Wilhelm Hennis, Christian Graf von Krockow, Hanna-Renate Laurien, Richard Löwenthal, Heiner Müller, Adolf Muschg, Oskar Negt, Wolfgang Sternheim, Richard von Weizsäcker, Matthias Wiemann Moderation: Erhard Denninger, Alexander U. Martens
- 1979: 6. Die Angst des Prometheus, Fortschritt ohne Sinn. Teilnehmer: Hans Paul Bahrdt, Christina von Braun, Hans Peter Bull, Ernst-Otto Czempiel, Erhard Eppler, Iring Fetscher, Johan Galtung, Irene Hardach-Pinke, Kurt Hansen, Jost Herbig, Walter Höllerer, Hilmar Hoffmann, Robert Jungk, Herbert Marcuse, Klaus Meyer-Abich, Wolfhart Pannenberg, Winfried Petri, Horst-Eberhard Richter, Kurt Rudzinski, Klaus Traube, Werner Vitt Moderation: Erhard Denninger
- 1978: 5. Humanismus und Utopie. Teilnehmer: Carl Amery, Philipp von Bismarck, Hans Christoph Buch, Hilde Domin, Adolf Dresen, Norbert Elias, Iring Fetscher, Ludwig von Friedeburg, Johannes Gross, Willy Hartner, Detlef Hensche, Leszek Kolakowski, Hanna-Renate Laurien, Armin Mohler, Heiner Müller, Bernd Rüthers, Alfred Schmidt, Robert Spaemann, Rudolf Wiethölter, Dieter Biallas, Christina von Braun, Hermann Glaser, Georges Mandon, Herbert Nedomansky.
- 1977: 4. Sie schlagen uns das Kino tot.[79] Teilnehmer: Alfred Andersch, Horst Bingel, Siegfried Dörrfeld, Eberhard Fechner, Erich Fried, Peter Glotz, Wolfgang Gremm, Reinhard Hauff, Werner Herzog, Hilmar Hoffmann, Florian Hopf, Alexander Kluge, Oskar Negt, Günter Rohrbach, Helma Sanders, Volker Schlöndorff, Andreas von Schoeler, Laurens Straub, Heinz Ungureit, Max Willutzki, Gerhard Zwerenz, Regina Ziegler, Christian Ziewer
- 1976: 3. Literatur – Opium ohne Volk. Teilnehmer: Jean Améry, Pierre Bertaux, Hans Magnus Enzensberger, Erich Fried, Martin Greiffenhagen, Karl Krolow, Peter O. Chotjewitz, Oskar Negt, Marcel Reich-Ranicki, Helmut Ridder, Günter Wallraff, Hermann Peter Piwitt, Peter Schneider, Hans Christoph Buch, Alexander Mitscherlich, Heinz Schlaffer, Hans Heinz Holz, Friedrich Torberg, Siegfried Unseld, Klaus Wagenbach. Moderation: Horst Bingel, Helmut Ridder.
- 1974: 2. Kunst und Manipulation. Teilnehmer: Wolfgang Fritz Haug, Richard Hiepe, Hans Heinz Holz, Manfred de la Motte, Hans Platschek, Werner Schmalenbach, Harald Szeemann, Jürgen Weber. Moderation: Erhard Denninger
- 1973: 1. Kann die Stadt im Kapitalismus noch bewohnbar gemacht werden? Teilnehmer: Jean Améry, Pierre Bertaux, Hans Magnus Enzensberger, Erich Fried, Martin Greiffe. Moderation: Peter Schneider

## Rezeption
Die Süddeutsche Zeitung bezeichnete die Römerberggespräche im April 2015 als den „ältesten Debattierclub der Republik“ und erinnerte an die „stets hohe Erregungsbereitschaft seines Publikums“.